# Protectora Fuerza Política
Protectora Fuerza Política o simplemente Protectora es un partido político argentino cuyo ámbito de acción original es la provincia de Mendoza. Su ideología se encuentra basada en una concepción de economía social de mercado. 

## Historia
Fue reconocida por la Justicia electoral el 8 de abril de 2017. Obtiene su nombre de la Asociación Nacional de Defensa del Consumidor Protectora, una ONG fundada por un grupo de ciudadanos, entre los que se encuentra José Luis Ramón en el año 1994 para fomentar la participación informada de los usuarios consumidores. Se presentó a las elecciones legislativas de 2017 en coalición con el Partido Intransigente (PI) y el Partido Más Fe.
La coalición hizo campaña centrándose en proponer una fuerza política  cuyo objetivo principal es participar de la Gobernación de Mendoza. En ese momento, participó en numerosas denuncias, contra el gobierno de Mauricio Macri (de la alianza Cambiemos, oficialista también a nivel provincial con Alfredo Cornejo como gobernador). Uno de los principales temas de denuncia, fue por el aumento(llamado "tarifazo") del gas domiciliario de red y de garrafas; realizando concentraciones en varias ciudades de la provincia utilizando frazadas (mantas) sobre los hombros, en la denominada "Marcha de las frazadas". Finalmente, la lista del Partido Intransigente, bajo la cual se presentaban Protectora y Más Fe, obtuvo el 17.21% de los votos, resultando Ramón elegido diputado de la Nación, por el quinto lugar y desplazando al Frente de Izquierda y de los Trabajadores (FIT) de su posición detrás de las alianzas lideradas por el Partido Justicialista (PJ) y la Unión Cívica Radical (UCR). Asimismo, la alianza de Protectora con el Partido Intransigente, obtuvo 3 bancas en la Cámara de Senadores de la Provincia de Mendoza y  3 bancas en la Cámara de Diputados de la Provincia de Mendoza, erigiéndose como el tercer bloque parlamentario más grande en ambas cámaras de la legislatura mendocina.
Tras la asunción de Ramón, el 10 de diciembre de 2017, Protectora integró el "Bloque Socialdemócrata" en la Cámara de Diputados junto a Martín Lousteau y Carla Carrizo, de la Ciudad de Buenos Aires, y Teresita Villavicencio, de Tucumán, todos pertenecientes al radicalismo. Sin embargo, Ramón se retiró del bloque el 12 de junio de 2018 tras la controversia provocada por la proclama y emisión de su voto durante el debate de la Ley de Interrupción Voluntaria del Embarazo en el año 2018.
En las elecciones provinciales de 2019, Protectora presentó a Ramón como precandidato a gobernador con el diputado provincial Mario Vadillo como compañero de fórmula, sin realizar alianzas con otros partidos. La fórmula Ramón-Vadillo disputó las elecciones primarias, abiertas, simultáneas y obligatorias (PASO), que tuvieron lugar el domingo 9 de junio, logrando el tercer lugar con 7.39% de los votos y pasando la barrera para concurrir a las elecciones generales del 29 de septiembre de 2019.

## Resultados electorales

### Congreso de la Nación Argentina
|  | 17,21 % |

|  | 6,71 % |

### Legislatura de Mendoza
|  | 15,90 % |

|  | 15,98 % |

|  | 7,75 % |

|  | 7,84 % |

## Número de afiliados
| Data      | Afiliados | Crecimento anual | Crecimento anual |
| --------- | --------- | ---------------- | ---------------- |
| dic./2019 | 4.219     | -                |                  |
| dic./2020 | 4.355     | 136              | Crecimiento      |
| dic./2021 | 4.555     | 200              | Crecimiento      |
| dic./2022 | 4.367     | 188              | Decrecimiento    |